# Leptotyphlops aethiopicus
Espèce
Leptotyphlops aethiopicus est une espèce de serpents de la famille des Leptotyphlopidae.

## Répartition
Cette espèce est endémique d'Éthiopie. Elle se rencontre de 1 900 à 2 000 m d'altitude.

## Étymologie
Son nom d'espèce, aethiopicus, du latin Aethiopia, « Éthiopie », fait référence à son lieu de découverte.

## Publication originale
- Broadley, & Wallach, 2007 : A revision of the genus Leptotyphlops in northeastern Africa and southwestern Arabia (Serpentes: Leptotyphlopidae). Zootaxa, n. 1408, p. 1–78.